# Risetenstock
Der Risetenstock ist ein 2290 m ü. M. hoher Berg in den Urner Alpen (auch Unterwaldner Voralpen) der Schweiz.
Der Gipfel liegt auf der Grenze der Kantone Nidwalden und Uri, sodass der Nordhang zur Gemeinde Beckenried, der Südhang zur Urner Gemeinde Isenthal gehört. Der Gipfel ist Teil eines langen Berggrats, welcher vom zwei Kilometer westlich liegenden, höheren Brisen bis zum Oberbauenstock im Osten verläuft und ist der zweithöchste Punkt dieser Bergkette. Ein weiterer Gipfel dieses Grates, der Schwalmis, liegt etwa einen Kilometer nördlich des Risetenstocks. Im Beckenrieder Alp genannten Gebiet nördlich des Berges befinden sich das Brisenhaus sowie ein Sessellift des Skigebiets Klewenalp, während südöstlich im Isental mit Gitschenen die höchste Siedlung des Tals nur etwa zwei Kilometer entfernt ist.
Der Risetenstock ist in das Wanderwegnetz seiner Nachbarberge eingebunden. Auf seinem Gipfel befindet sich ein Gipfelkreuz.

## Nachweise
- Lage & Höhe auf <geo.admin.ch>
- Lage & Höhe auf <ortsnamen.ch>